# Harmonium
Pour les articles homonymes, voir Harmonium (homonymie).
L’harmonium est un instrument de musique à vent, à anches libres, à clavier et à soufflerie. Il fait donc partie de la famille des instruments à clavier et de celle de l'orgue et de l'accordéon. Dans le système de classification organologique de Hornbostel et Sachs, l'harmonium est un aérophone dit « libre » (au contraire d'une clarinette par exemple où l'air vibrant est confiné dans le corps de l'instrument), dont le flux d'air est périodiquement interrompu ; il est aussi dit idiophonique car il comporte des anches libres groupées : son indice organologique (ou code S/H) est donc « 412.132 » comme celui de l'accordéon, par exemple ; [voir l'article : Liste des aérophones dans le système Hornbostel-Sachs]. 
Le musicien qui en joue est communément appelé « harmoniumiste » bien que ce terme n'existe pas officiellement. Pour des raisons organologiques, techniques, historiques et esthétiques, l'harmonium d'église ou de salon est la plupart du temps joué par des organistes.
Les germes de l'harmonium se trouvent dans l'instrument à anches libres inventé en France par Gabriel-Joseph Grenié au début du XIXe siècle, des tuyaux d'orgue à anches libres sur une soufflerie régulée à pression variable. En effet, contrairement aux anches battantes de l'orgue à tuyaux, les anches libres, vibrant de part et d'autre de leur cadre, peuvent supporter une amplitude vibratoire variable et être expressives (du pianissimo au fortissimo) sans voir une modification significative de leur accord. De nombreux instruments perfectionnèrent ce principe. On peut citer le physharmonica d'Haeckl, l'harmoniflûte ou encore le poïkilorgue des Cavaillé-Coll.
L’harmonium, dérivé de l'orgue-expressif de Grenié fut inventé en Europe par le Français Alexandre-François Debain (1809-1877) qui le fit breveter en 1842. Jakob Alexandre (1804-1876) et son fils Édouard (1824-1888) avec Auguste Victor Mustel (1842-1919) et Alphonse Mustel (1873-1937) mèneront l'instrument, qu'ils appellent orgue-mélodium, orgue-célesta, kunstharmonium, harmonium-célesta à son point de perfection. Victor Mustel y ajoute un célesta au deuxième clavier.

## Facture
S'apparentant à l'orgue avec le principe des registres de différentes sonorités, dans sa forme la plus répandue il comprend un clavier et la réserve d'air est alimentée par une pompe à pied : l’air est insufflé (dans les modèles français), ou aspiré (dans les instruments de facture allemande, américaine et anglaise), et fait vibrer des anches libres (même principe que l'harmonica et l'accordéon). Lorsque le mode « expression » est activé, le réservoir est mis hors service, les anches sont alimentées directement par les pompes à pieds ; le musicien peut alors produire des nuances très plastiques en modulant son pompage d'air, la difficulté principale résidant dans l'alimentation régulière du sommier. C'est sur l'harmonium français que se permettent les plus grandes nuances, puisque l'air insufflé dans les anches est envoyé vers l'extérieur de l'instrument, alors que dans le cas de l'harmonium à aspiration, l'air et le son sont aspirés dans les soufflets. Mais c'est aussi une des raisons de la mauvaise réputation de l'harmonium. En effet, l'utilisation de l'« expression » demande une maîtrise et coordination parfaite des pieds, sans quoi les nuances recherchées sont ponctuées de hoquets.

### Principaux types d’harmonium
- Instrument d'un clavier (souvent avec transpositeur pour les instruments d'église) disposant de plusieurs registres (ou demi registres) de 16, 8 et 4 pieds. La soufflerie est actionnée par une paire de pédales que l'instrumentiste doit activer. Le clavier est coupé en basses et dessus entre mi 3 et fa 3.
- Plus rare, instrument à un ou deux claviers (quelques rares modèles à trois claviers) et pédalier d'orgue. L'instrument possède alors un ventilateur pour alimenter le soufflet.
- L'harmonium indien, un instrument portatif qui dispose d'un soufflet actionné à la main.
- L'harmoniflûte : instrument portatif se plaçant sur un pied en bois tourné qui permet d'actionner son soufflet avec les pieds (visuellement proche de l'accordéon). Rare et inusité de nos jours.

Contrairement à l'orgue, on ne trouve généralement ni mutation, ni mixture.

### Composition d'un harmonium standard
La disposition « classique » de l'harmonium français soufflant est à quatre jeux et demi.
Basses
- F : Forte (ouvre un volet situé au-dessus des jeux no 3 et 4)
- 4 : Basson 8'
- 3 : Clairon 4'
- 2 : Bourdon 16'
- 1 : Cor anglais 8'

Expression Grand-jeu (genouillère ; appelle les no 1, 2, 3 et 4)
Dessus
- 1 : Flûte 8'
- 2 : Clarinette 16'
- 3 : Fifre 4'
- 4 : Hautbois 8'
- 5 : Musette 16'
- VC : Voix céleste 16' (ajoute un rang ondulant au no 2)
- T : Trémolo, système mécano-pneumatique qui fait trembler le dessus du no 2.
- F : Forte (ouvre un volet situé au-dessus des jeux no 3, 4 et 5).

### Composition d'un harmonium d'art
L'harmonium d'art mis au point par Mustel présente de nombreux enrichissements : 
Basses
- Prol : Prolongement (système qui garde les notes jouées sur la première octave).
- Mét : Métaphone (ouvre un espace de résonance au-dessus des anches et modifie leur sonorité).
- F : Forte fixe (ouvre un volet situé au-dessus des jeux no 3 et 4).
- 0 : Forte expressif (forte pneumatique, qui s'ouvre et se ferme en fonction de la pression dans les pompes).
- 6 : Contrebasse 16' (appelle le no 2 sur la première octave uniquement).
- 5 : Harpe éolienne 2' (deux rangs ondulants).
- 4 : Basson 8'
- 3 : Clairon 4'
- 2 : Bourdon 16'
- 1P : Percussion et cor anglais 8' (de petits marteaux frappent les anches dès qu'on effleure les touches).
- 1 : Cor anglais 8'

Prolongement (talonnière) Expression Double-expression (dispositif mécano-pneumatique qui fait varier la pression entre basse et dessus, commandé par genouillères) Grand-jeu (talonnière ; appelle les no 1, 2, 3 et 4)
Dessus
- 1 : Flûte 8'
- 1P : Percussion et flûte 8'
- 2 : Clarinette 16'
- 3 : Fifre 4'
- 4 : Hautbois 8'
- 5 : Musette 16'
- 6 ou VC : Voix céleste 16' (deux rangs ondulants)
- 7 : Baryton 32'
- 8 : Harpe éolienne 8'
- 0 : Forte expressif
- F : Forte fixe (ouvre un volet situé au-dessus des jeux no 3, 4 et 5)
- Mét : métaphone

### Autres particularités
On trouve encore d'autres registres de combinaisons selon les facteurs qui n'ont pas manqué d'imagination (Violoncelle dans la basse, Voix humaine dans le dessus, jeux de saxophone, baruphone, écho céleste, chœur angélique...) ainsi que de multiples inventions (parfois plus anecdotiques et commerciales que réellement musicales) destinées à multiplier encore les possibilités musicales (« mains doublées » d'Alexandre : accouplements d'octaves graves et aiguës ; « Médiophones » : colonne de résonance au-dessus des sommiers, « Harmoniphrase » : système d'accompagnement automatique du plain-chant chez Dumont-Lelièvre...).
Certains Orgues-Mustel présentent un second clavier avec célesta, accouplable au premier par un mécanisme de balanciers.
Le médiophone est constitué de boîtes de résonance spéciales, placées au-dessus de certaines anches, et faisant office de « porte-voix » Au sommet de cette caisse de résonance, séparés en basse et dessus, des volets commandés par 2 genouillères permettent d'ouvrir ou fermer ce médiophone, et donc de faire des nuances séparées entre graves et aigus. Le haut du meuble cache le système « médiophone ».
Le système Harmoniphrase qui équipe certains harmoniums Dumont-Lelièvre est un système breveté par Dumont,. Ce système, mécanique et débrayable, fonctionne en tirant légèrement le clavier vers soi et permet à l'instrument lorsqu'on joue un thème à un seul doigt de réaliser mécaniquement une harmonisation de ce thème. Dans ce système, le clavier devient assez dur, car une seule touche appelle alors plusieurs autres touches pour former les accords. Ces harmoniums étaient proposés en zones rurales, où les personnes qui touchaient l'instrument n'étaient pas nécessairement versées dans la science de l'accompagnement. Évidemment, dans le système Harmoniphrase, l'harmonisation est « note contre note »

## Facteurs célèbres
- Alexandre Père et Fils
- Aristide Cavaillé-Coll (1811-1899)
- Charles-Henry Bildé, né le 10 février 1861 à Harville (Meuse), mort en 1947 à Brenthonne (Haute-Savoie). Il a réalisé près de 400 harmoniums dans sa vie (Orly, Annecy, Brenthonne). Gabriel Fauré a souvent joué lors de ses séjours à Annecy-le-Vieux sur un de ses harmoniums implanté dans l'église de 1912 à 1965.
- Alexandre-François Debain
- H. Christophe et Étienne
- Les petits-fils de Maurice Kasriel, 6 rue Tolain, Paris
- Dumont-Lelièvre, Les Andelys (Eure)[5]
- Damien Frères[6] par Saint-Pierre-la-Garenne, hameau du Goulet, dans l'Eure
- La famille Mustel, dont Alphonse Mustel
- Joseph Merklin (1819-1905) et sa société Merklin-Schütze, dont on peut voir un harmonium en bel état dans l'église Saint-Martial de Montmorillon.

## Compositionspour harmonium

### Solos et musique de chambre
De nombreux compositeurs du XIXe et du XXe siècle ont écrit pour l'harmonium :
- Hector Berlioz : 3 pièces pour orgue mélodium (1844).
- Camille Saint-Saëns : 3 morceaux pour harmonium op.1 (1852) et 6 Duos pour harmonium et piano op. 8 (1857).
- Georges Bizet : 3 esquisses musicales.
- Léon Boëllmann : Les Heures Mystiques, 100 pièces en 2 volumes.
- Cécile Chaminade : La nef sacrée.
- Antonín Dvořák : 5 Bagatelles opus 47 pour harmonium, 2 violons et un violoncelle.
- André Fleury : 24 pièces (1930-33).
- César Franck publie en 1865 sa première œuvre pour harmonium ; version originale de Prélude, Fugue et Variation pour duo piano et harmonium ; en 1890 il entreprend d'écrire cent pièces pour harmonium mais il n'aura le temps d'en écrire que 63 avant que la mort ne l'emporte.
- Alexandre Guilmant très nombreuses pièces originales (noëls ; pièces de salon), transcriptions d'œuvres d'orgue, duos, etc.
- Leoš Janáček : version originale du premier cahier du cycle pour piano Sur un sentier recouvert.
- Sigfrid Karg-Elert : Transcriptions d'opéras de Wagner ; Portraits opus 101 ; Impressions, 12 pièces opus 112 ; 3 Sonatines opus 14 ; Intarsien op. 76.
- Jean Langlais : 24 pièces en 1933 et 12 pièces en 1962.
- Louis James Alfred Lefébure-Wély : diverses pièces (notamment le Boléro de concert) et recueils.
- Gaston Litaize : 24 Préludes Liturgiques.
- Guy Ropartz : Au pied de l'Autel pour orgue ou harmonium, en deux volumes (premier volume en 1919[7] et deuxième volume en 1947).
- Louis Vierne : 24 Pièces en style libre pour orgue ou harmonium (1913).

### Parties orchestrales
- Arthur Honegger : Le Roi David inclut dans son orchestration un harmonium.
- Gustav Mahler : dans le deuxième mouvement de la huitième symphonie.
- Gioachino Rossini : Petite messe solennelle écrit à l'origine pour deux pianos et harmonium.
- Richard Strauss : dont l'emploi curieux de l'harmonium est très réussi dans son opéra Ariane à Naxos.
- Piotr Ilitch Tchaïkovski : les mesures finales de la Symphonie Manfred (souvent jouées avec l’orgue ou même omises).

## Utilisation de l'harmonium dans des enregistrements de musique populaire
L'harmonium est utilisé dans la musique populaire occidentale depuis au moins les années 1960. John Lennon a joué un harmonium de Mannborg sur la chanson We Can Work It Out des Beatles, sorti en décembre 1965, et le groupe a utilisé l'instrument sur d'autres chansons enregistrées pendant les sessions de leur album Rubber Soul. Ils ont également utilisé l'instrument sur le célèbre accord final de A Day in the Life et sur la chanson Being for the Benefit of Mr. Kite! (joué par George Martin sur les 2 morceaux). Tous deux sortis sur l'album de 1967 Sgt. Pepper's Lonely Hearts Club Band. Le single Hello, Goodbye du groupe et la chanson Your Mother Should Know ont tous deux été écrits à l'aide d'un harmonium.
De nombreux autres musiciens ont aussi utilisé l'instrument dans leur musique, notamment Rick Wright du groupe Pink Floyd sur la chanson Chapter 24 de leur premier album The Piper at the Gates of Dawn en 1967. Elton John sur son album de 1973 Don't Shoot Me I'm Only the Piano Player, aussi sur l'album Blue Moves, ainsi que sur A Single Man et Made in England de 1995. La chanteuse allemande Nico était étroitement associée à l'harmonium, l'utilisant comme instrument principal, à la fin des années 1960 et 1970, sur des albums tels que The Marble Index, Desertshore et The End.
Donovan a utilisé l'harmonium sur son album de 1968 The Hurdy Gurdy Man où il l'a joué en accompagnement bourdonnant sur la chanson Peregrine, et où il a également été joué sur sa chanson Poor Cow de John Cameron.
Robert Fripp de King Crimson a joué un harmonium à pédale emprunté au parolier Peter Sinfield sur la chanson titre de l'album Islands de 1971.
Simon Jeffes a composé Music for a found harmonium avec le groupe Penguin Cafe Orchestra.
Plus récemment, Roger Hodgson de Supertramp a utilisé son harmonium sur de nombreuses chansons du groupe, dont Two of Us de Crisis? What Crisis?, Fool's Overture de Even in the Quietest Moments la chanson titre de leur album de 1979 Breakfast in America et Lord Is It Mine. Hodgson a également utilisé un harmonium sur The Garden de son album solo de 2000 Open the Door. Greg Weeks et Tori Amos ont tous deux utilisé l'instrument sur leurs enregistrements et leurs performances en direct. 
Le chanteur Damned Dave Vanian a acheté un harmonium pour 49 £ et l'a utilisé pour composer Curtain Call, le morceau de clôture de 17 minutes de leur double LP de 1980 The Black Album. En 1990, Depeche Mode a utilisé un harmonium sur une version de leur chanson Enjoy The Silence. The Divine Comedy a utilisé un harmonium sur Neptune's Daughter de leur album de 1994 Promenade. Sara Bareilles a utilisé l'harmonium sur sa chanson de 2012 Once Upon Another Time.
Dans la chanson Motion Picture Soundtrack, extraite de Kid A, quatrième album du groupe de rock britannique Radiohead, le chanteur Thom Yorke s'est accompagné avec un harmonium Putnam & Co des années 1850.
A Sunny Morning du groupe bruxellois Beautiful Badness intègre un harmonium dérivé de Mannborg dans son répertoire pop-rock.
La chanteuse allemande Nico jouait également de façon courante de l'harmonium, tant sur ses albums studio qu'en concert. Sa version très personnelle de Das Lied Der Deutschen, l'hymne national allemand, en est une illustration intéressante.
L’harmonium est l'instrument de musique principal utilisé par le compositeur allemand Volker Bertelmann pour la bande original du film À l'Ouest, rien de nouveau, récompensé de l'Oscar de la meilleure musique de film en 2023.

## Galerie de photos

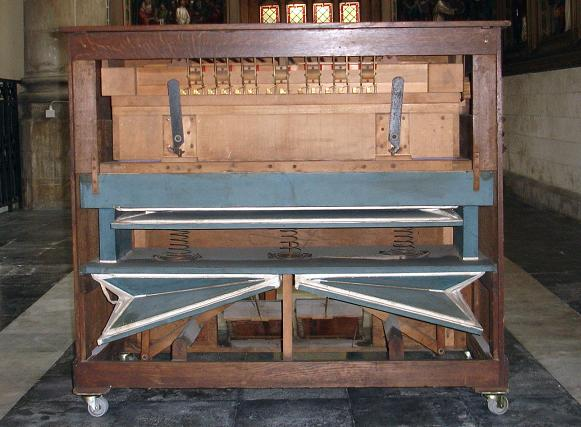
harmonium français ouvert (soufflant).
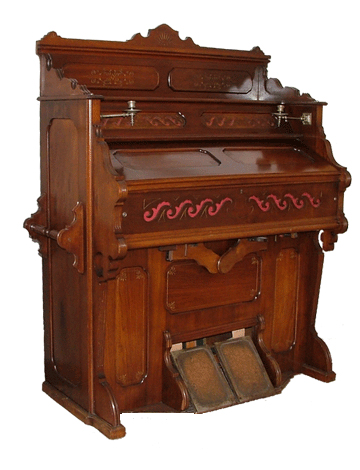
Harmonium américain (aspirant).
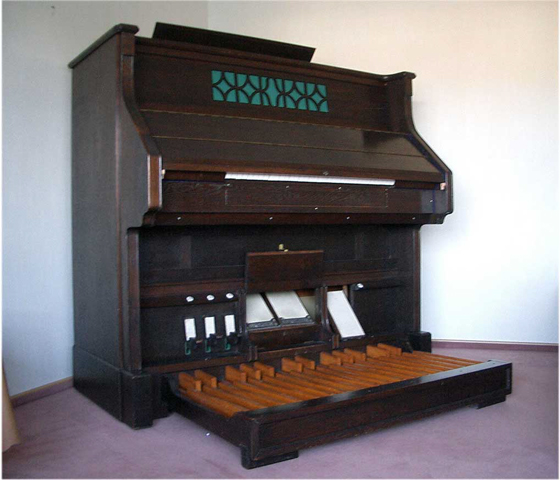
Harmonium avec pédalier.
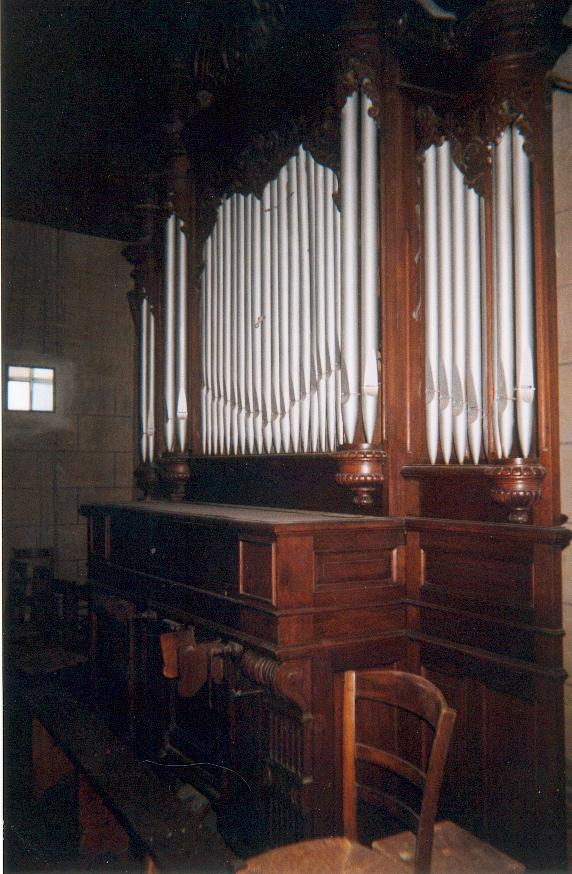
Harmonium (orgue-médiophone).
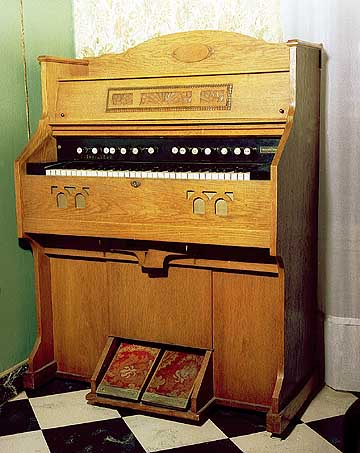
Harmonium (reed organ) hollandais de 1930.
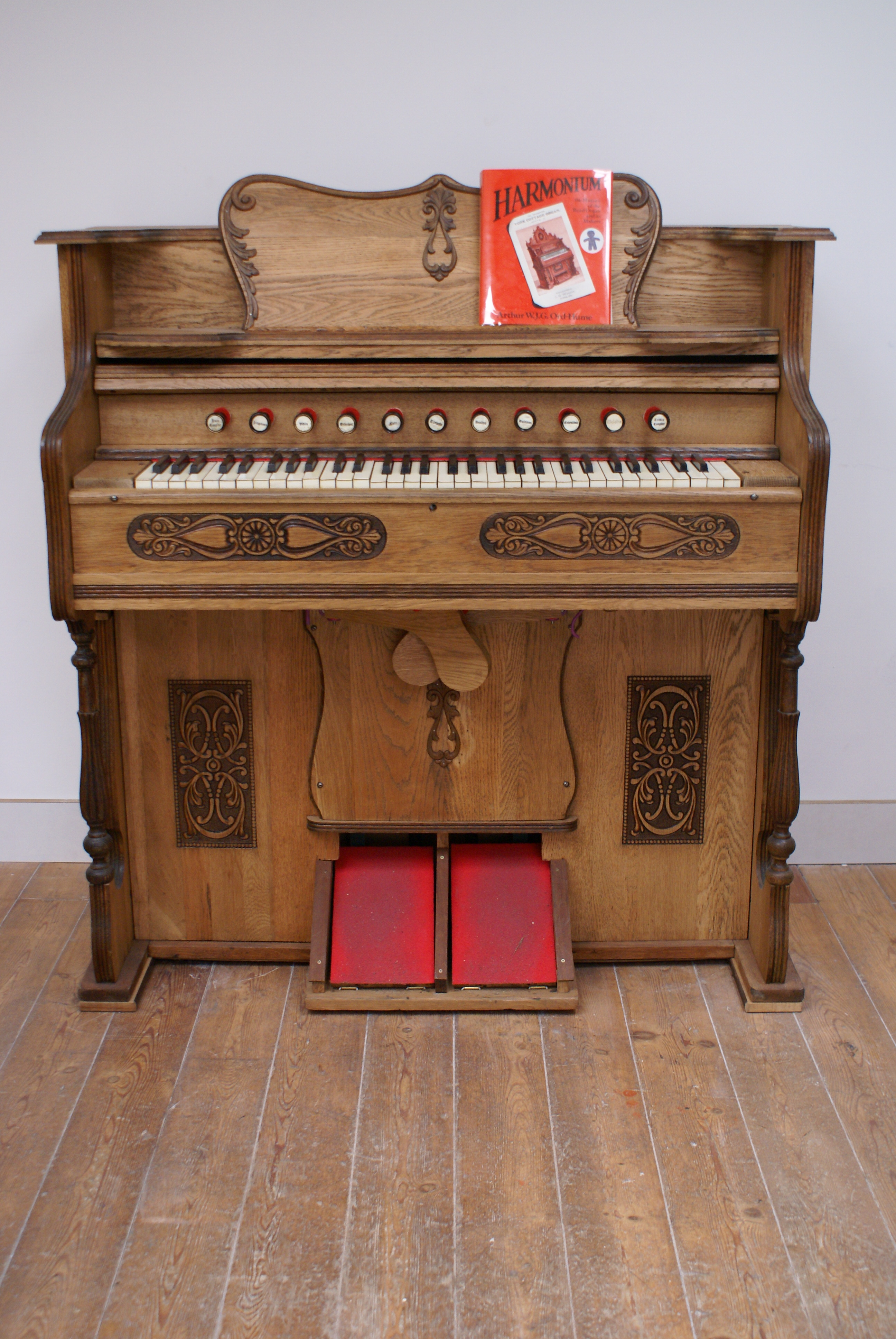
Harmonium dérivé de Mannborg.
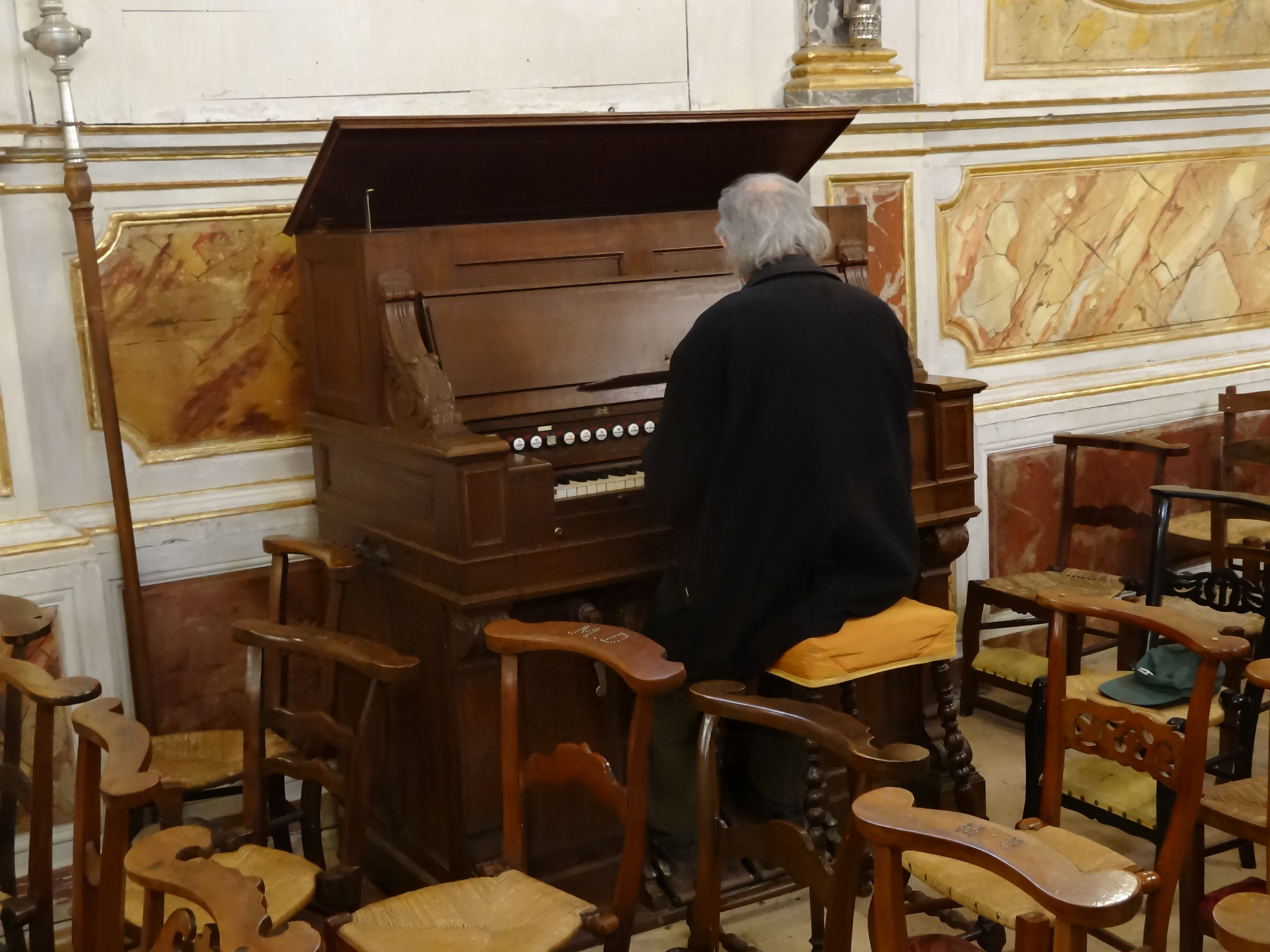
Musicien jouant de l’harmonium.

## Discographie
- Anne Page :
  - French music for harmonium vol. 1 (1988/2002) et vol. 2 (1990/2001)
  - Sigfrid Karl-Elert (sic), vol. 1 (1991-2002).
  - César Franck L’organiste (2008).
- Arno Kerkhof :
  - Divertissement (2010).
- Les Voix Célestes, Musique de salon du Second Empire, Collection L’Harmonium français (2010).
- Dieter et Anita Stalder :
  - Harmonium-Klavier, duo 1 (1994), duo 2 (1994), duo 3 (1995), duo 4 (2000).
- Dirk Luijmes :
  - (Awfully) Nice Family A century of harmonium (2001).
- Dick Sanderman :
  - Boléro de concert (1997).
  - Harmonieus (2001).
- Jean-Jacques Donze :
  - Noëls populaires pour chœur et harmonium (1999).
- Johannes Matthias Michel :
  - Sigfrid Karg-Elert, Harmonium works vol. 1 (1997), vol. 2 (1998), vol. 3 (1998), vol. 4 (2000), vol. 5 (2002).
  - Die duos für Harmonium und Klavier, avec Ernst Breidenbach, (1996 et 1997).
  - Duos pour piano & harmonium (2001).
- Joris Verdin, L'Harmonium Français, (1992) - Trois suites pour harmonicorde, (1995) - César Franck, Œuvres pour Harmonium - Nun klingen sie wieder 2 et Erich Höbarth, violon (2004).
- Kurt Lueders :
  - L'harmonium au salon (1996).
  - Alexandre Guilmant, Noël au salon (2005).
- Kurt Fuchs et Thomas Haubrich :
  - Harmoniumdokumentation (2002).
- Louis-Jean Guillou :
  - Harmonium, bombarde & flûte - Cantiques bretons (2008).
- Mark Richli :
  - Sonaten für Harmonium Sigfrid Karg-Elert (2002).
- Nico Declerck :
  -  Les cloches du soir (2002).
- Scott Brothers Duo :
  - Duos for harmonium & piano (2009).
- Christian Ott : Romantic Impressions, œuvres originales et transcriptions de S. Karg-Elert, Harmonium d'art, harpe (Isabelle Lagors) et orgue (2013).